# Ян Силань
Ян Сила́нь (кит. упр. 杨锡兰, пиньинь Yáng Xílán; р. 16 марта 1961, Тяньцзинь, Китай) — китайская волейболистка, связующая. Чемпионка летних Олимпийских игр 1984 года, двукратная чемпионка мира.

## Биография
В 1976 Ян Силань была принята в армейскую волейбольную команду «Байи», за которую выступала на протяжении всей своей спортивной карьеры, выиграв в её составе звание чемпионки Китая в 1982 и 1989 годах. В 1981 выступала за молодёжную сборную Китая, а с 1982 играла уже за национальную команду страны. В составе сборной Китая Ян Силань выиграла 7 золотых наград на официальных международных соревнованиях, в том числе Олимпиады-1984, двух чемпионатов мира (на мировом первенстве 1986 в Чехословакии была капитаном команды), Кубка мира 1985. На чемпионате мира 1986 и олимпийском волейбольном турнире 1988 признавалась лучшей связующей. В 1985 принимала участие в двух «Гала-матчах» ФИВБ, в которых сборная Китая играла против сборной «Звёзды мира». В 1989 участвовала в аналогичных матчах, но уже в составе команды «Всех звёзд», противостоящей сборной СССР.
В 1990 Ян Силань завершила игровую карьеру и переехала в Швейцарию. Работала тренером в команде города Женевы, затем — в штаб-квартире МОК.

## Достижения

### Клубные
- двукратная чемпионка Китая — 1982, 1989.

### Со сборной Китая
- Олимпийская чемпионка 1984;
  - бронзовый призёр Олимпийских игр 1988.
- двукратная чемпионка мира — 1982, 1986.
- победитель розыгрыша Кубка мира 1985.
- двукратная чемпионка Азиатских игр — 1982, 1986.
- чемпионка Азии 1987;
  - серебряный призёр чемпионата Азии 1983.

### Индивидуальные
- 1986: лучшая связующая чемпионата мира.
- 1988: лучшая связующая олимпийского волейбольного турнира.

## Личная жизнь
Муж (с 1989) — Чжан Цзяньго — преподаватель физвоспитания в частной школе Женевы. В 1993 родила дочь, а в 1995 — сына.